# Reutlingen
Reutlingen är en stad i det tyska förbundslandet Baden-Württemberg. Den ligger omkring 30 kilometer söder om Stuttgart och cirka 119 000 invånare, på en yta av 87,04 kvadratkilometer. Den fick sina stadsrättigheter 1180.

## Historik

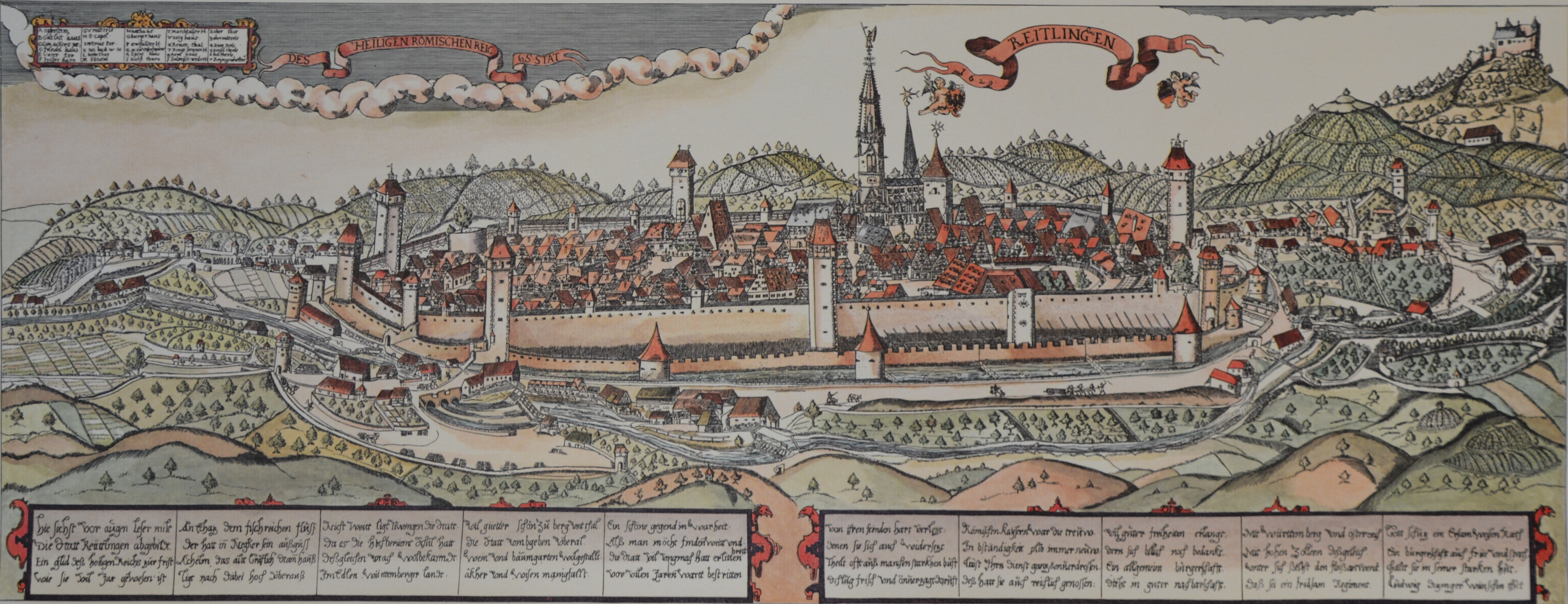
Reutlingen 1620

De första bosättningarna i trakten är daterade från 300- eller 400-talen efter Kristus. Omkring 1030 började greve Egino bygga ett slott på toppen av det 706 meter höga berget Achalm. Namnet Reutlingen finns belagt från omkring 1089–1090.
På 1500-talet blev Reutlingen en kejserlig stad i det heliga romerska riket. Stadens råd skrev under den Augsburgska bekännelsen.
År 1803 förlorade Reutlingen i kölvattnet av krigen efter den franska revolutionen sitt oberoende och hamnade under Württemberg.

## Stadsdelar
Reutlingen har tolv stadsdelar:
| - Altenburg - Betzingen - Bronnweiler - Degerschlacht | - Gönningen - Mittelstadt - Oferdingen - Ohmenhausen | - Reicheneck - Rommelsbach - Sickenhausen - Sondelfingen |

## Befolkningsutveckling
| Befolkningsutvecklingen i Reutlingen 1975–2015 | Befolkningsutvecklingen i Reutlingen 1975–2015 | Befolkningsutvecklingen i Reutlingen 1975–2015 | Befolkningsutvecklingen i Reutlingen 1975–2015 | Befolkningsutvecklingen i Reutlingen 1975–2015 |
| ---------------------------------------------- | ---------------------------------------------- | ---------------------------------------------- | ---------------------------------------------- | ---------------------------------------------- |
|                                                |                                                |                                                |                                                |                                                |
| År                                             |                                                |                                                | Folkmängd                                      | Areal (ha)                                     |
| 1975                                           | 1975                                           |                                                | 95 289                                         | 8 707                                          |
| 1980                                           | 1980                                           |                                                | 95 456                                         | 8 705                                          |
| 1985                                           | 1985                                           |                                                | 97 030                                         | 8 704                                          |
| 1990                                           | 1990                                           |                                                | 103 687                                        |                                                |
| 1995                                           | 1995                                           |                                                | 108 565                                        | 8 707                                          |
| 2000                                           | 2000                                           |                                                | 110 650                                        | 8 706                                          |
| 2005                                           | 2005                                           |                                                | 112 252                                        |                                                |
| 2010                                           | 2010                                           |                                                | 112 484                                        |                                                |
| 2015                                           | 2015                                           |                                                | 114 310                                        |                                                |
|                                                |                                                |                                                |                                                |                                                |

## Näringsliv
I Reutlingen finns ett antal tillverkningsindustrier varibland Robert Bosch GmbH är den mest kända. Staden har också en pedagogisk och en teknisk högskola. Speditionsfirman Willi Betz har sitt huvudkontor i staden.